# Changzhou Dao
Changzhou Dao (chinesisch 長洲島 / 长洲岛, Pinyin Chángzhōu Dǎo; englisch Changzhou Island, Dane oder Dane’s Island, deutsch Däneninsel genannt) ist eine Insel im Perlfluss der Provinz Guangdong der Volksrepublik China. Sie ist heute Teil des Bezirks Huangpu von Guangzhou, obwohl die historische Insel Huangpu näher an Pazhou lag, das Teil des Stadtbezirks Haizhu ist.

## Geographie
Changzhou Island ist etwa 11,5 Quadratkilometer groß, wobei nur etwa 8,5 Quadratkilometer trockenes Land umfassen.

## Geschichte

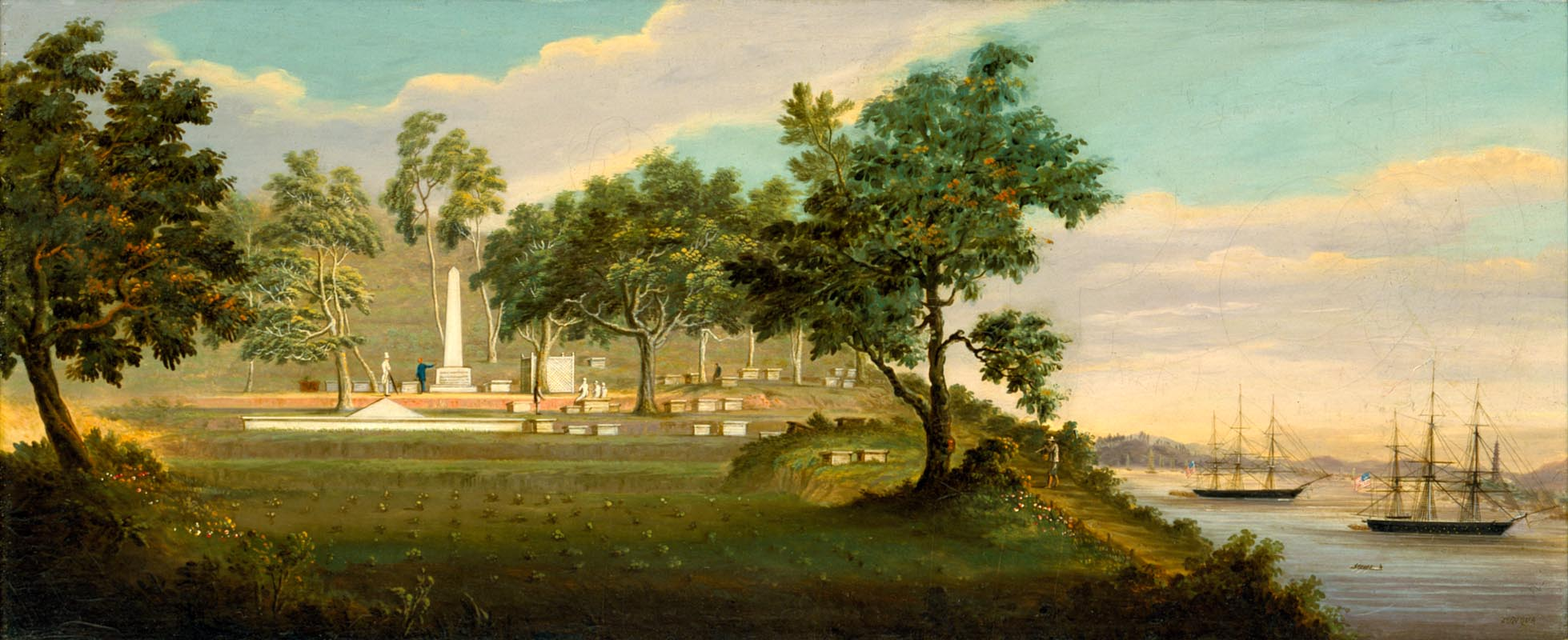
Blick auf den Fremdenfriedhof auf Dane’s Island (Sunqua, 1840)

Während des Kantonhandels wurde Changzhou von dänischen Besatzungen für Reparaturen und Bestattungen genutzt. Es lag auf der östlichen Seite des Ankerplatzes Huangpu oder „Whampoa“.
Die Insel war der Standort von Sun Yat-sens Whampoa-Militärakademie (gegründet 1924) und Schauplatz des „Zhongshan-Zwischenfalls“ von 1926, der den Kommandanten der Akademie, Chiang Kai-shek, zur Führung über die chinesischen Nationalisten und schließlich, nach der Warlord-Ära, über ganz China führte.

## Transport
Changzhou ist durch eine Brücke zum benachbarten Xiaoguwei (ehemals Französische Insel) mit dem Straßennetz von Guangzhou verbunden und wird von der östlichen Verlängerung (Phase II) der Guangzhou Metro Linie 7 bedient.